# Teoria dos padrões
Teoria dos Padrões, formulada por Ulf Grenander, é um formalismo matemático para descrever o conhecimento do mundo como padrões. Difere das demais abordagens à inteligência artificial por não iniciar seu discurso prescrevendo algoritmos e métodos para reconhecer e classificar padrões, mas prescrevendo um vocabulário para articular e refrasear os conceitos de padrão numa linguagem precisa.
Além de seu novo vocabulário algébrico, sua abordagem estatística se destaca em seus objetivos de:
- Identificar as variáveis latentes (hidden variables) de um conjunto de dados usando dados reais em vez de estímulos artificiais, o que era comum quando a teoria foi proposta.
- Formular distribuições a priori para variáveis latentes e modelos para as variáveis observadas que formam os vértices de um grafo similar aos grafos do tipo Gibbs.
- Estudar a aleatoriedade e variabilidade desses grafos.
- Criar as classes básicas de modelos estocásticos a serem aplicados listando-se as deformações dos padrões.
- Sintetizar (amostrar) sinais completos dos modelos, não apenas parcialmente analisar sinais com ele.

De amplo arcabouço matemático, a Teoria dos Padrões abrange álgebra e estatística, bem como propriedades locais e globais, em pequena e grande escala.
O Grupo de Teoria dos Padrões da Universidade Brown dos Estados Unidos foi formado em 1972 por Ulf Grenander. Muitos matemáticos aplicados atuam neste grupo, notadamente o medalhista Fields David Mumford, que desenvolveu significativamente a área.

## Fundamentos algébricos
O seguinte exemplo motiva as definições algébricas que seguem.
Exemplo 1  Gramática
|     | 1x | 1y | 2x | 2y | 3x | 3y | 4x | 4y | 5x | 5y | 6x | 6y | 7x | 7y | 8x | 8y | 9x | 9y | 10x | 10y | 11x | 11y | 12x | 12y |
| 1x  | -  | -  | -  | -  | -  | -  | -  | -  | -  | -  | -  | -  | -  | -  | -  | -  | -  | -  | -   | -   | -   | 1   | -   | -   |
| 1y  |    | -  | 1  | -  | -  | -  | -  | -  | -  | -  | -  | -  | -  | -  | -  | -  | -  | -  | -   | -   | -   | -   | -   | -   |
| 2x  |    |    | -  | 1  | -  | -  | -  | -  | -  | -  | -  | -  | -  | -  | -  | -  | -  | -  | -   | -   | -   | -   | -   | -   |
| 2y  |    |    |    | -  | 1  | -  | -  | -  | -  | -  | -  | -  | -  | -  | -  | -  | -  | -  | -   | -   | -   | -   | -   | -   |
| 3x  |    |    |    |    | -  | -  | -  | -  | -  | -  | -  | -  | -  | 1  | -  | -  | -  | -  | -   | -   | -   | -   | -   | -   |
| 3y  |    |    |    |    |    | -  | 1  | -  | -  | -  | -  | -  | -  | -  | 1  | -  | -  | -  | -   | -   | -   | -   | -   | -   |
| 4x  |    |    |    |    |    |    | -  | -  | -  | -  | -  | -  | -  | -  | -  | -  | -  | -  | -   | -   | -   | -   | -   | -   |
| 4y  |    |    |    |    |    |    |    | -  | 1  | -  | 1  | -  | -  | -  | -  | -  | -  | -  | -   | -   | -   | -   | -   | -   |
| 5x  |    |    |    |    |    |    |    |    | -  | -  | -  | -  | -  | -  | -  | -  | -  | -  | -   | -   | -   | -   | -   | -   |
| 5y  |    |    |    |    |    |    |    |    |    | -  | 1  | -  | -  | -  | -  | -  | -  | -  | -   | -   | -   | -   | -   | -   |
| 6x  |    |    |    |    |    |    |    |    |    |    | -  | -  | -  | -  | -  | -  | -  | -  | -   | -   | -   | -   | -   | -   |
| 6y  |    |    |    |    |    |    |    |    |    |    |    | -  | 1  | -  | -  | -  | -  | -  | -   | -   | -   | -   | -   | -   |
| 7x  |    |    |    |    |    |    |    |    |    |    |    |    | -  | 1  | -  | -  | -  | -  | -   | -   | -   | -   | -   | -   |
| 7y  |    |    |    |    |    |    |    |    |    |    |    |    |    | -  | -  | -  | -  | -  | -   | -   | -   | -   | -   | -   |
| 8x  |    |    |    |    |    |    |    |    |    |    |    |    |    |    | -  | -  | -  | -  | -   | -   | -   | -   | -   | -   |
| 8y  |    |    |    |    |    |    |    |    |    |    |    |    |    |    |    | -  | 1  | -  | -   | -   | -   | -   | -   | -   |
| 9x  |    |    |    |    |    |    |    |    |    |    |    |    |    |    |    |    | -  | -  | -   | -   | -   | -   | -   | -   |
| 9y  |    |    |    |    |    |    |    |    |    |    |    |    |    |    |    |    |    | -  | 1   | -   | -   | -   | -   | -   |
| 10x |    |    |    |    |    |    |    |    |    |    |    |    |    |    |    |    |    |    | -   | -   | -   | -   | -   | -   |
| 10y |    |    |    |    |    |    |    |    |    |    |    |    |    |    |    |    |    |    |     | -   | 1   | -   | -   | -   |
| 11x |    |    |    |    |    |    |    |    |    |    |    |    |    |    |    |    |    |    |     |     | -   | 1   | -   | -   |
| 11y |    |    |    |    |    |    |    |    |    |    |    |    |    |    |    |    |    |    |     |     |     | -   | 1   | -   |
| 12x |    |    |    |    |    |    |    |    |    |    |    |    |    |    |    |    |    |    |     |     |     |     | -   | -   |
| 12y |    |    |    |    |    |    |    |    |    |    |    |    |    |    |    |    |    |    |     |     |     |     |     | -   |

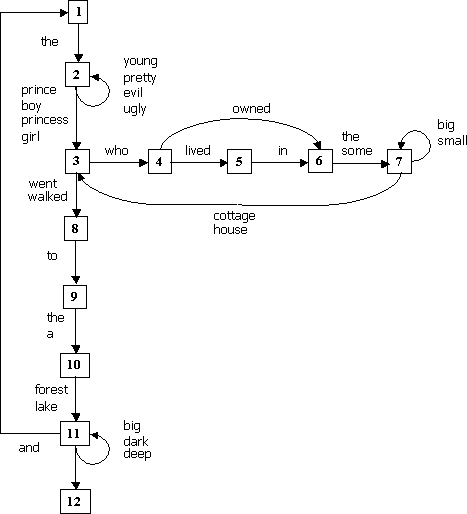
Grammar automaton

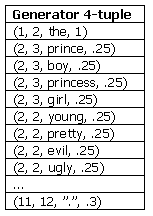
Grammar generators

Se quisermos representar padrões de linguagem, os candidatos mais imediatos para
tomar como primitivas podem ser palavras. No entanto, certas frases indicam que palavras em si podem não ser unidades atômicas apropriadas. Ao buscar outras primitivas, pode-se tomar as regras de gramática como candidatas. Pode-se representar gramáticas por autômatos finitos ou gramáticas livres de contexto. Abaixo está uma gramática representada por um autômato de estado finito.
As seguintes frase foram geradas a partir de poucas regras simples do autômato e código de programação em teoria dos padrões:
the boy who owned the small cottage went to the deep forest
the prince walked to the lake
the girl walked to the lake and the princess went to the lake
the pretty prince walked to the dark forest
Para criar tais sentenças, reescrevem-se as regras em autômatos finitos agindo como "geradores" para criar frases da seguinte forma: se uma máquina inicia no estado 1, ela vai para o estado 2 e escreve a palavar "the". Do estado 2, ela escreve uma das 4 palavras: prince, boy, princess, girl. Tal autômato simplista ocasionalmente gera sentenças mais obtusas como:
the evil evil prince walked to the lake
the prince walked to the dark forest and the prince walked to a forest and the princess who lived in some big small big cottage who owned the small big small house went to a forest
A partir do diagrama de estados finito pode-se inferir os seguintes geradores (à direita) que criam o sinal. Um gerador é uma "4-tupla": estado atual, próximo estado, palavra escrita, e probabilidade da palavra escrita quando há múltiplas escolhas.
Imagine-se uma "configuração" de geradores encadeados linearmente de forma que sua saída forma uma sentença, e cada gerador "limita" aos geradores antes e depois. Sejam esses limites 1a, 1b, 2a, 2b ..., 12a, 12b. Cada etiqueta numérica corresponde ao estado do autômato e cada letra "a" ou "b" corresponde aos limites de entrada e saída. Dessa forma, a seguinte tabela de limites (à esquerda) é equivalente ao diagrama de autômato. Por simplicidade, apenas metade da tabela é mostrada aqui -- a tabela é simétrica.